# Хитрово, Фёдор Алексеевич
Фёдор Алексеевич Хитрово (Хитров, ок. 1740 — 23 июня 1774) — русский офицер и придворный из рода Хитрово, один из сподвижников Екатерины II во время дворцового переворота 1762 года, главный фигурант заговора 1763 года против братьев Орловых. Дядя А. З. Хитрово и Н. З. Хитрово.
Сын генерал-поручика Алексея Андреевича Хитрово (1700—1756) от брака с Натальей Ивановной, родной сестрой могущественных графов Александра и Петра Шуваловых. От родителей унаследовал, вместе с братом Захаром (1734—1798) и сестрой Анной (ум. 1795), 387 душ м.п. в пяти уездах. Хитрово славился при дворе своей красотой, ему пророчили блестящее будущее. Мать богатейшего Льва Нарышкина мечтала женить сына на фрейлине Анне Хитрово, породнившись через то с Шуваловыми, но брак не состоялся из-за противодействия великой княгини Екатерины. Казанова упоминает о своём знакомстве в Петербурге

с английским посланником Макартни, красивым и умным юношей, исполненным ума, имевшим слабость влюбиться в девицу Хитрово, фрейлину императрицы, и дерзость сделать ей ребёнка. Императрица сочла сию английскую вольность недопустимой, простила девицу, превосходно танцевавшую на императорском театре, и настояла на отзыве посланника. Я знавал брата фрейлины, уже тогда офицера, красивого юношу, подававшего большие надежды.
Во время переворота 1762 года секунд-ротмистр Конной гвардии Хитрово показал себя, по словам княгини Дашковой, «одним из самых бескорыстных заговорщиков», ибо по крови принадлежал к враждебной Екатерине партии Шуваловых. Из конногвардейцев на стороне Екатерины действовали только Хитрово и вахмистр Потёмкин. Несмотря на скромные чины, они сумели вывести однополчан на присягу. Это во многом предопределило успех заговора.
В день коронации новой императрицы Хитрово был переведён с гвардейской службы на придворную, в чине камер-юнкера, и получил в награду 800 душ в Кашинском и Орловском уездах. Очевидно, рассчитывая на более существенную благодарность, он с неудовольствием следил за неисчерпаемыми милостями, которые изливались на братьев Орловых. Столь же обделёнными чувствовали себя и пособники Екатерины из Измайловского полка — Михаил Ласунский и Николай Рославлев.
Через полгода после коронации Екатерина задумалась о браке с Григорием Орловым. Чтобы прощупать общественное мнение по этому вопросу, на рынках и площадях были распущены слухи, будто царица собралась под венец. Бывший канцлер граф Бестужев-Рюмин просил сенатора Брылкина подписать сенатскую петицию к императрице о вступлении во второй брак. Брылкин не замедлил поведать об этом Хитрово, своему родственнику.
В понедельник 26 мая глава тайного сыска В. И. Суворов получил от Екатерины указание допросить князя Ивана Несвицкого относительно «всего того, что он от камер-юнкера Фёдора Хитрово слышал», и, при необходимости, произвести арест последнего. В тот же день курьер привёз донос Несвицкого на Хитрово, написанный рукою Г. Орлова. По словам Несвицкого, его приятель Хитрово приглашал его «на свою сторону перейти», причём сам Хитрово был приведён «в оный заговор» княгинею Дашковой; генерал-прокурор Глебов обещал помогать деньгами; Хитрово склонил уже в заговор «некоторых офицеров».
Как удалось выяснить Суворову, заговор был направлен не на свержение Екатерины, а на предотвращение дальнейшего усиления партии Орловых. В случае брака с Григорием Орловым предполагалось «перебить» братьев Орловых, начав с Алексея, ибо, по словам Хитрово, «Григорий глуп, а больше всё делает Алексей, и он великий плут и всему оному делу причиною». И только в крайнем случае допускалось возведение на престол вместо Екатерины кого-нибудь из брауншвейгского семейства. Перед узурпаторшей замаячил реальный призрак нового дворцового переворота.
Хитрово был взят под стражу на другой день, 27 мая. Он вёл себя с полным достоинством, ничего не утаивая и не отрицая, как человек нравственно правый. Он продолжал признавать брак императрицы с Орловым государственным бедствием, для устранения которого он готов на всякие жертвы. Когда во время допроса в комнату вошёл случайно Алексей Орлов, Хитрово извинился перед ним за свои речи о необходимости убить его, вместе с братьями, в случае, если б вопрос о «марьяже» не был оставлен.
Если Государыня за нужное рассуждает вытти за муж, вольна взять владетеля или принца крови; я против брака с Орловым, но против этого брака решительно все.
Один из родственников Хитрово, камер-юнкер Ржевский, с его слов передавал, что в ходе переворота Екатерина первоначально соглашалась быть только правительницей (регентом) при малолетнем Павле Петровиче и только после того, как Ласунский с Рославлевым принародно провозгласили её императрицей, переменила своё намерение. Хитрово подтвердил, что слышал от Алексея Орлова, будто Екатерина дала Панину подписку о том, чтобы быть не более чем правительницей — по образу и подобию Анны Леопольдовны при малолетнем Иване Антоновиче. Участие в «комплоте» против Орловых княгини Дашковой он категорически отрицал.
Проведя расследование, Екатерина достигла своей цели и убедилась, что все слои общества были против её брака. Как пишет Валишевский, «в Москве начинались волнения: портрет императрицы сорвали среди белого дня с триумфальной арки, где он висел; угрожающее движение было заметно даже в гвардейских полках, так что императрица и фаворит не могли более на них надеяться». Вопрос о замужестве пришлось отложить. О грядущем свержении Екатерины в случае вступления в брак с Орловым её приближённые слышали в Москве, кто «от сержанта, а тот от гранодера, а сей от незнакомова дворника».
Екатерина опасалась будоражить общество вопросом о законности прошлогоднего переворота и, в особенности, коронации, поэтому дело Хитрово было решено замять. Суворов получил предписание «поступить осторожно, не тревожа город и сколь можно никого», хотя ещё недавно от него требовали с подобающей суровостью разобраться со слухами, будто она обещала своим соратникам по перевороту ограничиться регентством, а также исследовать «скаредный проект убить графа Ал. Григ. Орлова». Екатерина запечатала «секретное следствие о Фёдоре Хитрове с товарыщи» в особый конверт с собственноручной надписью: «Не распечатовать без докладу».
В итоге с Хитрово обошлись достаточно мягко — он был  удалён от двора в село Троицкое Орловского уезда, подаренное ему за участие в перевороте, где и умер 10 лет спустя. Ласунский и Рославлев были уволены со службы с высоким чином генерал-поручика.
Несмотря на свёртывание расследования, оно успело получить огласку. Вся Москва только и говорила об аресте Хитрово, причём обвиняли во всём Орловых. На следующий после ареста день дед Хитрово сетовал графу Бестужеву-Рюмину: «Умилосердитесь, Ваше Сиятельство, за что власть дана Орловым, что зачали пропадать камер-юнкеры». Вследствие тайны, окружавшей это дело, каждый сообщал свои догадки и предположения. Сплетники раздували его до крайности, увеличивая число арестованных, присоединяя неудовольствие гвардии, будто бы оставляемой в Москве, приплетая сюда высылку княгини Дашковой, опалу графа Бестужева и т. п.
Чтобы прекратить волнения, «под барабанный бой на улицах Москвы был прочтен указ, являвшийся, в сущности, повторением указа Елизаветы от 5 июня 1757 г. и воспрещавший жителям заниматься предметами, которые до них не касаются; к этим предметам были отнесены все государственные дела». Манифест сената о молчании («о воспрещении непристойных рассуждений и толков по делам, до правительства относящимся») был обнародован не только в Москве, но во всех уездных городах империи, где не имели никакого понятия о деле Хитрово. В провинциях из манифеста узнали, что императрица чувствует себя на престоле не очень-то уверенно, раз её беспокоят глухие толки о безвременной кончине супруга.
О жизни Хитрово в деревне практически ничего не известно. В 1770 г. он прислал Екатерине всеподданнейшую просьбу освободить его из «заключения» и, в виде милости, «отставить от всякой службы». Во многих источниках (включая указатель к фундаментальному труду В. А. Бильбасова) его путают с другим камер-юнкером Хитрово, Фёдором Александровичем — отцом дипломата Н. Ф. Хитрово и тестем Е. М. Кутузовой. В «Русской родословной книге» указано, что у него был сын и две дочери.
В XIX веке переводчики записок Дашковой с французского языка исказили его фамилию, из-за чего в некоторых исследованиях в числе пособников Екатерины в 1762 году вместо Хитрова появился некто Гетроф:

В числе искавших падения временщика находился Гетроф, один из самых бескорыстных заговорщиков против Петра III. Изящные манеры и прекрасная наружность разжигали ревность, возбужденную его бескорыстием, в душе Орловых. Один из двоюродных братьев Гетрофа, Ржевский, участник революции со стороны обеих партий, пользовался обоюдным их доверием, но, любивший больше всего личную пользу, изменнически открыл Алексею Орлову замысел Гетрофа, который готовил вопиющий протест против просьбы Бестужева и успел скрепить его подписью всех тех, кто содействовал Екатерине взойти на престол. В то же время он предупредил его, что в случае неудачи протеста любимцу угрожает месть. Гетроф был арестован; Алексей Орлов допрашивал его, говорят, с крайним бесстыдством и жестокостью, причем Гетроф с гордостью произнес, что он первым вонзит нож в сердце Григория Орлова и после того умрет, нежели согласится признать его своим монархом и быть свидетелем бедствия страны, только что освобожденной от тирана.— Герценовский перевод «Записок» княгини Дашковой